# 磨刀石
磨刀石，又稱砥礪、礪石，是一種工具。刀具經使用後刀鋒易變鈍，需在磨刀石上來回拉動磨利。其材質分有金剛石、氧化鋯等等。
磨刀也屬於一種技術，沒有經過一定的練習，易使金屬部份過度的消耗且達不到良好的鋒利度。
磨刀前需先確認磨刀石為平面，因磨刀石是屬於消耗品，固經常所使用的部份會凹陷，需先整面後才使用以得到預期效果。
陶瓷刀是不可以使用傳統磨刀石打磨的刀類，需使用特定的機器或材料，否則將會毀損。
《山海经·西山经》已經有磨刀石的記載了。磨刀石，舊稱砥礪，細者为砥，粗者为砺。磨刀石又可分為页岩、粉砂岩、砂岩等。松花石是一種磨刀石，滿清八旗入關前常以松花石製成磨刀石。

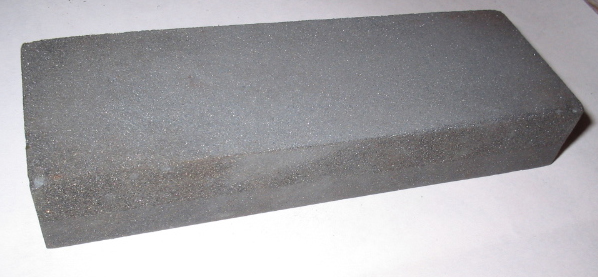
磨刀石

## 另見
- 砂紙
- 砂輪